# 奥洛詹
奥洛詹（匈牙利語：Alattyán）是匈牙利亚斯-瑙吉孔-索尔诺克州所辖的一个村，总面积34.29平方公里，总人口2133，人口密度62.2人/平方公里（2010年1月1日）。